# تاريخ المايا
المايا هي حضارة امتدت في جزء كبير من منطقة وسط أمريكا التي تعرف حاليًا بجواتيمالا وبليز وهندوراس والسلفادور وفي نطاق خمس ولايات جنوبية في المكسيك وهي: كامبيتشي وتشياباس وكينتانا رو وتاباسكو ويوكاتان. تأسست في البداية خلال فترة ما قبل الكلاسيكية، حوالي 2000 ق.م إلى 250 م، وفقًا للتسلسل الزمني لوسط أمريكا، وصل العديد من مدن المايا إلى أعلى مستوى لها من التطور خلال الفترة الكلاسيكية، تقريبًا في الفترة من 250 م حتى 900 م، وبلغت أوجها عام 700 ق.م، واستمرّت خلال ما بعد الكلاسيكية حتى وصول الغزو الإسباني إلى الأمريكيتين.
وخلال هذا الوقت، كان هناك مئات اللهجات في تلك المنطقة التي اشتق منها في الوقت الحالي حوالي 44 لغة ماياوية مختلفة، كما عرفت حضارة المايا اللغة الكتابية والتطور في مجال الفن والهندسة المعمارية والرياضيات والفلك في عصر ما قبل كولومبوس.
ينقسم تاريخ حضارة مايا القديمة إلى ثلاث فترات رئيسية، وهي مرحلة ما قبل الكلاسيكية؛ الكلاسيكية؛ وما بعد الكلاسيكية. وقد سبقت تلك الفترات الثلاث بما يُسمى العصر القديم، والذي شهد أول المستوطنات والتطور المبكر في مجال الزراعة. ويرى علماء العصر الحديث أن تلك الفترات تمثل الانقسامات العشوائية للتسلسل الزمني لحضارة المايا، بدلًا من الإشارة للتطور الثقافي وفترات السقوط والتدهور. ويمكن أن يتابين التعريف الدقيق لتواريخ بداية ونهاية حقبة معينة في بعض الأحيان بنسبة تصل لقرن من الزمان.
استمرت مرحلة ما قبل الكلاسيكية، بحد أقصى، منذ 2000 قبل الميلاد حتى 250 بعد الميلاد؛ وتبعتها المرحلة الكلاسيكية والتي استمرت منذ 250 بعد الميلاد حتى 950 بعد الميلاد، ثم بعد ذلك تأتي مرحلة ما بعد الكلاسيكية وتبدأ من 950 بعد الميلاد حتى منتصف القرن السادس عشر، وتنقسم كل فترة إلى عدة فترات أيضًا وهي:
| اسم الحقبة            | تقسيم الحقبة              | تقسيم الحقبة             | التاريخ         |
| --------------------- | ------------------------- | ------------------------ | --------------- |
| العصر القديم          | العصر القديم              | العصر القديم             | 8000 – 2000 ق.م |
| عصر ما قبل الكلاسيكية | ما قبل الكلاسيكية المبكر  | ما قبل الكلاسيكية المبكر | 2000 – 1000 ق.م |
| عصر ما قبل الكلاسيكية | ما قبل الكلاسيكية الأوسط  | أوسط مبكر                | 1000 – 600 ق.م  |
| عصر ما قبل الكلاسيكية | ما قبل الكلاسيكية الأوسط  | أوسط متأخر               | 600 – 350 ق.م   |
| عصر ما قبل الكلاسيكية | ما قبل الكلاسيكية المتأخر | أوله                     | 350 ق.م – 1 ق.م |
| عصر ما قبل الكلاسيكية | ما قبل الكلاسيكية المتأخر | أوسطه                    | 1 م _ 159 م     |
| عصر ما قبل الكلاسيكية | ما قبل الكلاسيكية المتأخر | نهايته                   | 159 م – 250 م   |
| العصر الكلاسيكي       | بدايته                    | بدايته                   | 250 م – 550 م   |
| العصر الكلاسيكي       | أوسطه                     | أوسطه                    | 550 م – 830 م   |
| العصر الكلاسيكي       | نهايته                    | نهايته                   | 830 م – 950 م   |
| عصر ما بعد الكلاسيكية | بدايته                    | بدايته                   | 950 م – 1200 م  |
| عصر ما بعد الكلاسيكية | نهايته                    | نهايته                   | 1200 م – 1539 م |
| عصر الاتصال الخارجي   | عصر الاتصال الخارجي       | عصر الاتصال الخارجي      | 1517 – 1697     |

## الفترة ما قبل الكلاسيكية (2000 ق.م – 250 م)

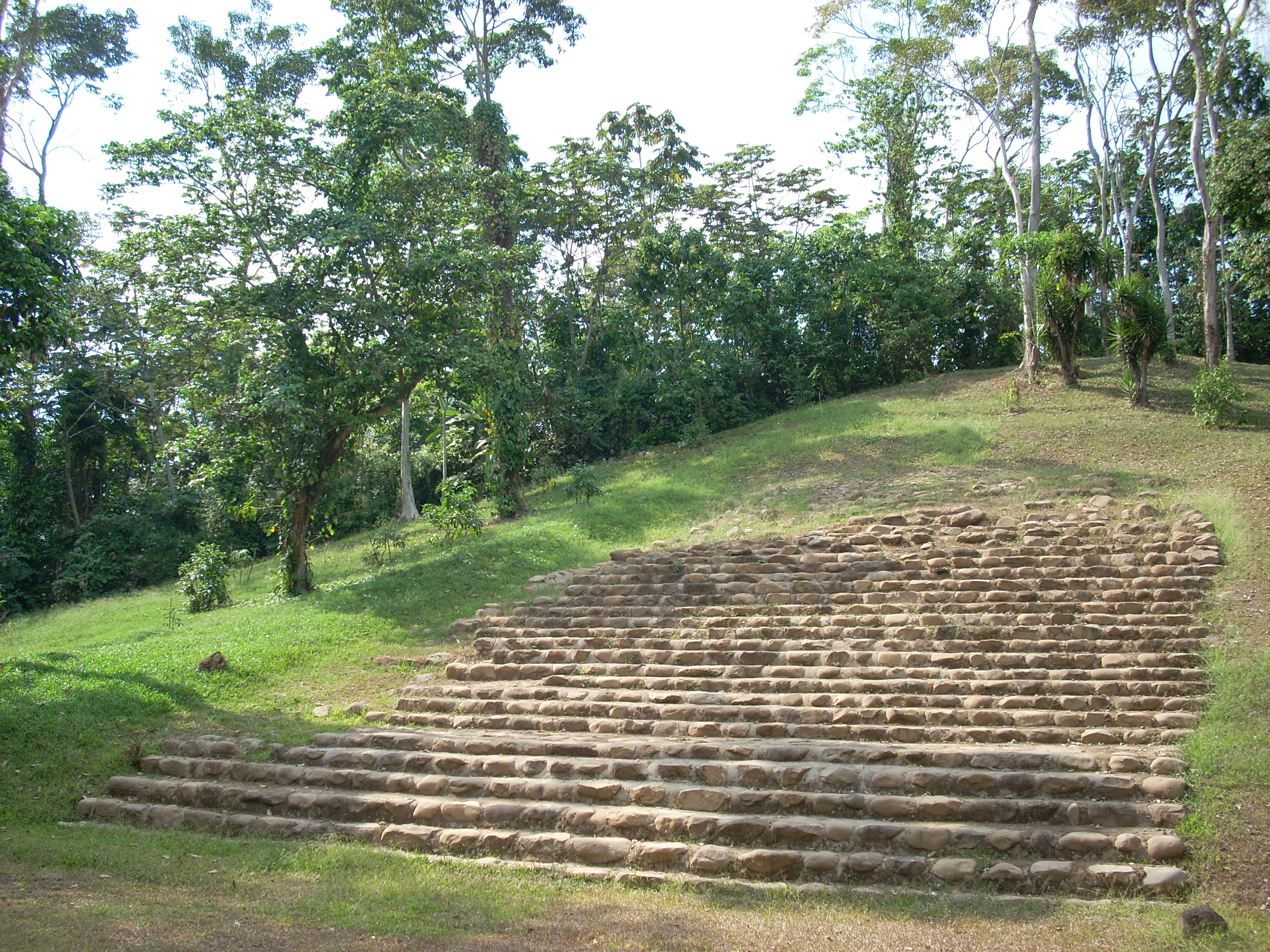
البنية الخامسة، مدينة تاكليك أباخ، تم تأسيسها خلال الفترة ما قبل الكلاسيكية.

طور شعب المايا حضارتهم الأولى في الفترة ما قبل الكلاسيكية. لم يستقر العلماء على وقت محدد لبداية هذه الحقبة من حضارة المايا، فهناك خلاف على بداية ونهاية فاصل هذه الفترة الزمنية، فقد بيًّن التحليل الكربوني أن شعب المايا قطن في كل من كويلو وبليز حوالي 2600 ق.م. وإذا تم الاستناد إلى تقويم المايا المُسمى بتقويم العدد الطويل لوسط أمريكا، فإنه يبدأ بتاريخ يعادل 11 أغسطس 3114 ق.م. لكن وجهة النظر المقبولة بشكل أوسع، هي أن أولى مستوطنات المايا نشأت حوالي عام 1800 ق.م في منطقة سوكونوسكو عند ساحل المحيط الهادئ، وعُرفت هذه الفترة باسم بدايات ما قبل الكلاسيكية، حيث تميزت بالمجتمعات المتحضرة وتطورت اللغة واكتسب الشعب الخبرة وبدأوا بصناعة الفخار والتماثيل الصغيرة المصنوعة من الطين المحروق. وقد تم اكتشاف الاحتلال الذي قام به شعب المايا لمنطقة كويو في دولة بليز والذي يعود أصله لعام 2600 ق.م.
تم إنشاء المستوطنات قرابة عام 1800 قبل الميلاد في منطقة سوكونوسكو التي تطل علي ساحل المحيط الهادئ، حيث كانت تُزرع بالفعل المواد الغذائية من النظام الغذائي لشعب المايا، بما في ذلك الذرة والفاصولياء والكوسا والفلفل الحار
تُعرف هذه الفترة بأنها بداية ما قبل الكلاسيكية، واتسمت بالمجتمعات المستقرة وإدخال الصناعات البدائية كصناعة الفخار وأواني الطين.
في خلال الفترة الوسطى من مرحلة ما قبل الكلاسيكية، بدأت شعوب صغيرة بالازدياد مكونة المدن بحلول عام 500 ق.م، واستطاعت هذه المدن أن تُشيد معابد كبيرة مُزينة بأقنعة من الجص والتي تمثل الآلهة الخاصة بهم. كانت مدينة نابكي، الواقعة في منطقة بيتين بجواتيمالا، أول مدينة مُوثقة بشكل جيد في الأراضي المنخفضة للمايا، حيث تم تأريخ البنية الضخمة الخاصة بها عام 750 ق.م. امتلكت مدينة نابكي بالفعل الصروح المعمارية والآثار والممرات المنحوتة والتي اتسمت بها لاحقًا كل المدن في الأراضي المنخفضة للمايا. كانت تلك الأراضي الواقعة في شمال جزيرة يوكاتان مُستعمرة على نطاق واسع خلال منتصف مرحلة ما قبل الكلاسيكية.
في حوالي 400 ق.م، قرب نهاية الفترة ما قبل الكلاسيكية الوسطى، تم إنشاء شواهد للملوك السابقون للمايا للاحتفال بإنجازاتهم وإثبات وتأريخ الفترة حكمهم.
دفع اكتشاف الجداريات المحفورة في عام 2005 إلى إعادة أصل كتابات المايا لعدة قرون مضت. حدث هذا عن طريق برنامج نصي متطور تم استخدامه في سان بارتولو، بمدينة بيتين في القرن الثالث قبل الميلاد، ويتضح أن المايا قد شاركت في تطور واسع النطاق في مجال الكتابة بمنطقة أمريكا الوسطى في عصر ما قبل الكلاسيكية.
في الفترة ما قبل الكلاسيكية المتأخرة، نمت مدينة الميرادور بشكل ضخم لتُغطى حوالي 16 كيلو متر من المساحة بحلول عام 150 قبل الميلاد، كانت الطرق قد مُهِدت وتم إنشاء المذابح في الشوارع، وأصبح المجتمع مُعقد وهرمي بشكل ضخم.

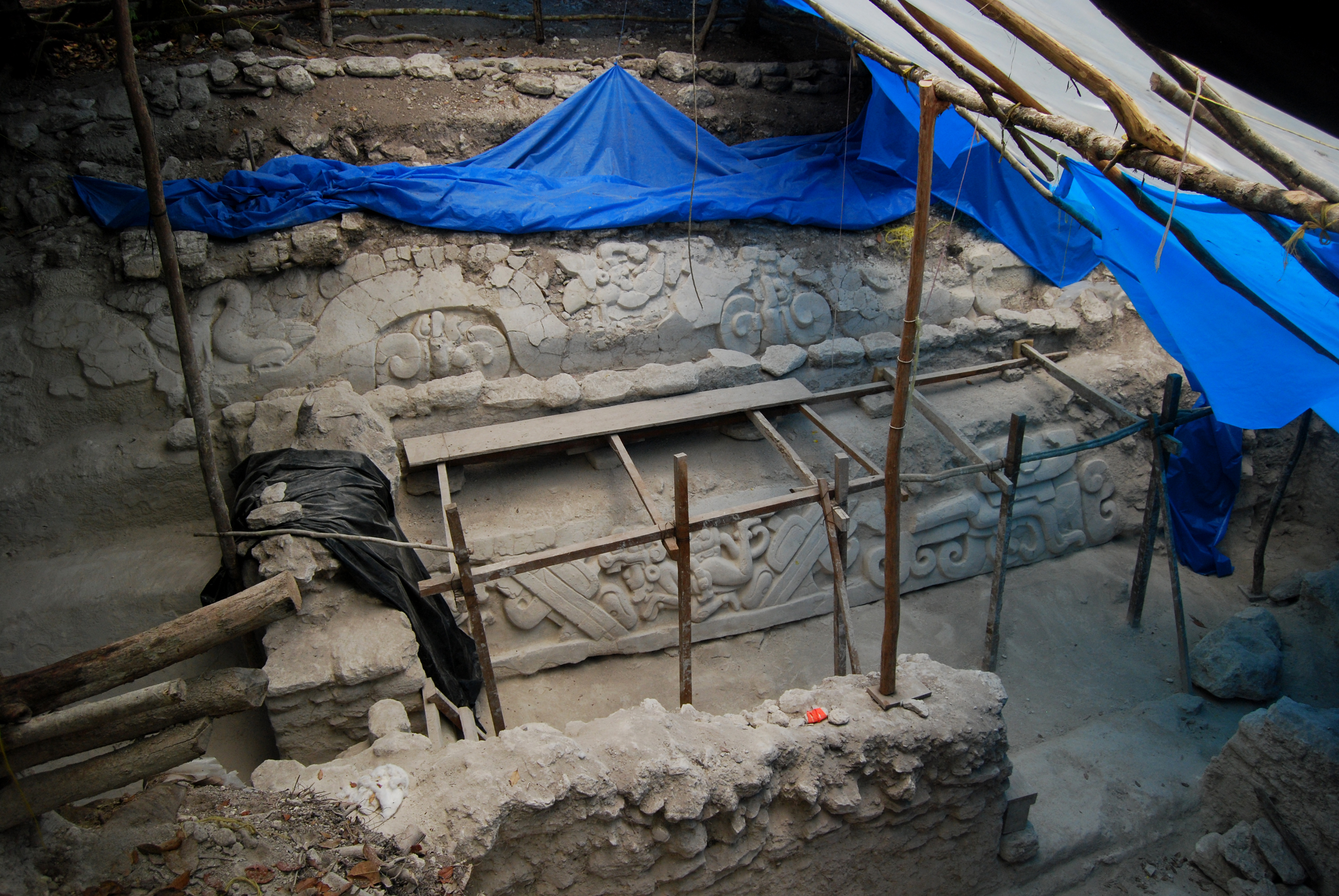
مدينة الميرادور.

تُعتبر مدينة الميرادور واحدة من أوائل العواصم في حضارة المايا. يُعتبر وجود المستنقعات في حوض مدينة الميرادور العامل الرئيسي لجذب السكان الأوائل لهذه المنطقة، كما يتضح في التجمعات غير العادية للمدن الكبيرة من حولهم.
هناك أيضًاً مدينة تيكال، والتي أصبحت فيما بعد واحدة من أهم المدن في فترة حضارة المايا الكلاسيكية عام 350 ميلاديًا، على الرغم من أنها لا تُقارن بمدينة الميرادور.
انهار الازدهار الثقافي لفترة ما قبل الكلاسيكية المتأخرة في القرن الأول، فيما تم هجر العديد من مدن المايا الكبيرة في ذلك الوقت، إلا أن سبب هذا الانهيار بات غير معروف.

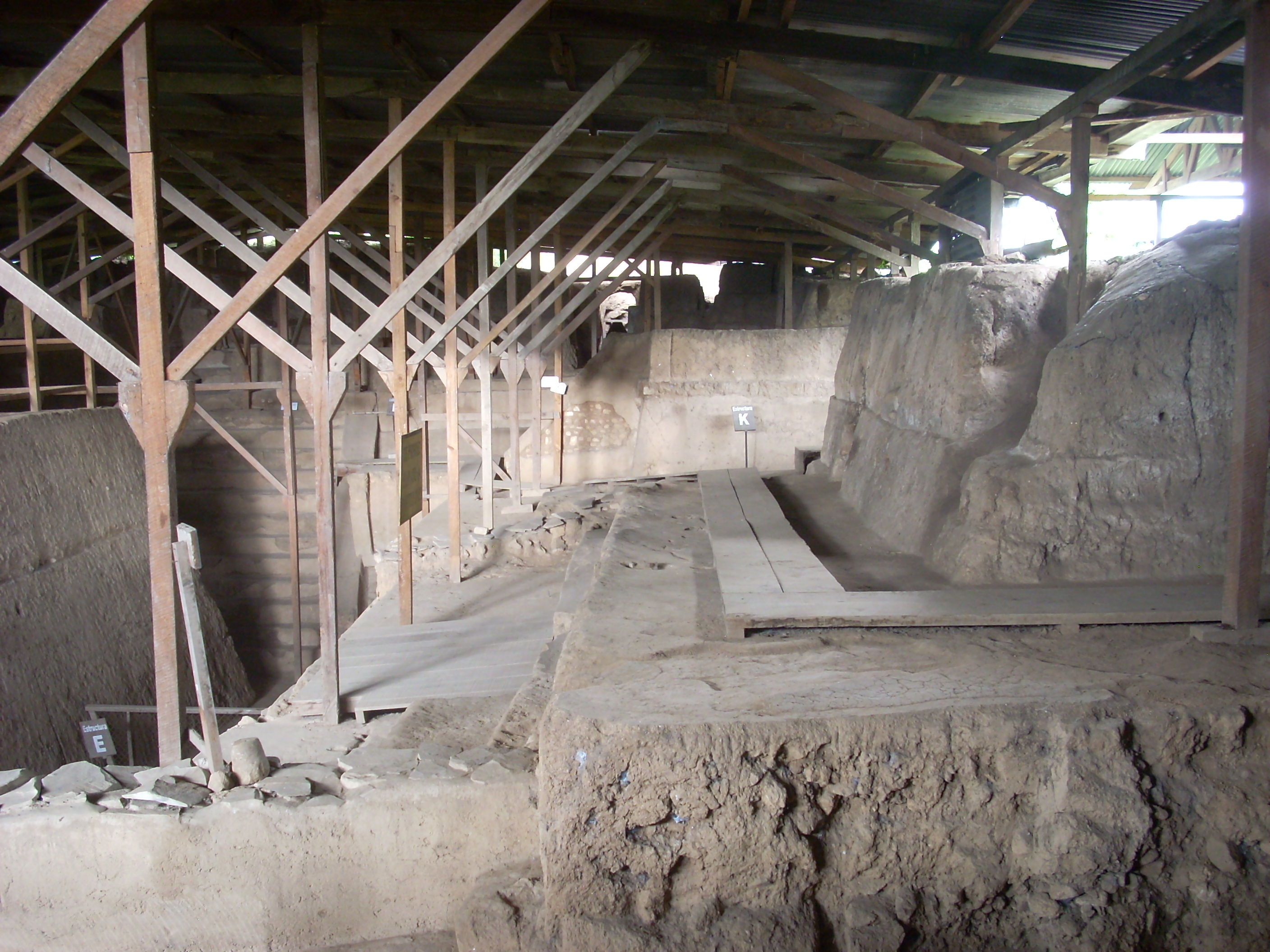
مدينة كامينال خويو.

في الأراضي العليا، ظهرت مدينة كامينال خوخو كمركز رئيسي في الفترة ما قبل الكلاسيكية المتأخرة، والتي تربط الطرق التجارية بين ساحل المحيط الهادئ مع مسار نهر موتاجوا، كما تم إثبات أن تلك المدينة كانت على اتصال كبير مع مواقع أخرى على طول ساحل المحيط الهادئ.
وقعت مدينة كامينال خوخو على مفترق طرق، كما سيطرت على طرق التجارة من الغرب حتى ساحل الخليج شمالًا، ووصولًا إلى الشمال في الأراضي العليا، وسيطرت أيضًاً على السهل الساحلي للمحيط الهادئ وصولًا لبرزخ تيهوانتيبيك والسلفادور. أتاح كل ذلك لها السيطرة على شبكات توزيع السلع الهامة، مثل اليشم والأحجار البركانية والأحجار القرمزية الكبريتية. ضمن هذا الطريق التجاري الممتد، يظهر كلاً من كامينال خوخو وتاكاليك أباخ كمحاور تجارية أساسية.
كانت مدينة تاكاليك أباخ ومدينة تشوكولا اثنين من أهم المدن في السهل الساحلي للمحيط الهادئ خلال الفترة ما قبل الكلاسيكية المتأخرة، كما نمت مدينة كومشين لتصبح مكانًا هامًا في شمال شبه جزيرة يوكاتان خلال تلك الفترة أيضًا. امتد أسلوب المايا القديم في النحت والكتابة ليصل إلى هذه الشبكة بأكملها.

## الفترة الكلاسيكية (250م – 900م)
يتم تعريف فترة العصر الكلاسيكي إلى حد كبير على أنها الفترة التي ارتفع بها تأسيس الآثار باستخدام التقويم ذي الأعداد الطويلة، حيث الأراضي المنخفضة لشعب المايا. تميزت هذه الفترة بأنها ذروة البناء على نطاق واسع وتميزت بالتمدن أيضًا، وتسجيل النقوش الاثرية، وبرهنت على التنمية الفكرية والفنية الهامة وخاصة في مناطق الأراضي المنخفضة الجنوبية. وقد تم مقارنة المشهد السياسي للفترة الكلاسيكية لحضارة المايا بعصر النهضة في إيطاليا أو باليونان القديمة، مع العديد من المدن والدول المشاركة في شبكة معقدة من التحالفات والعداوات.

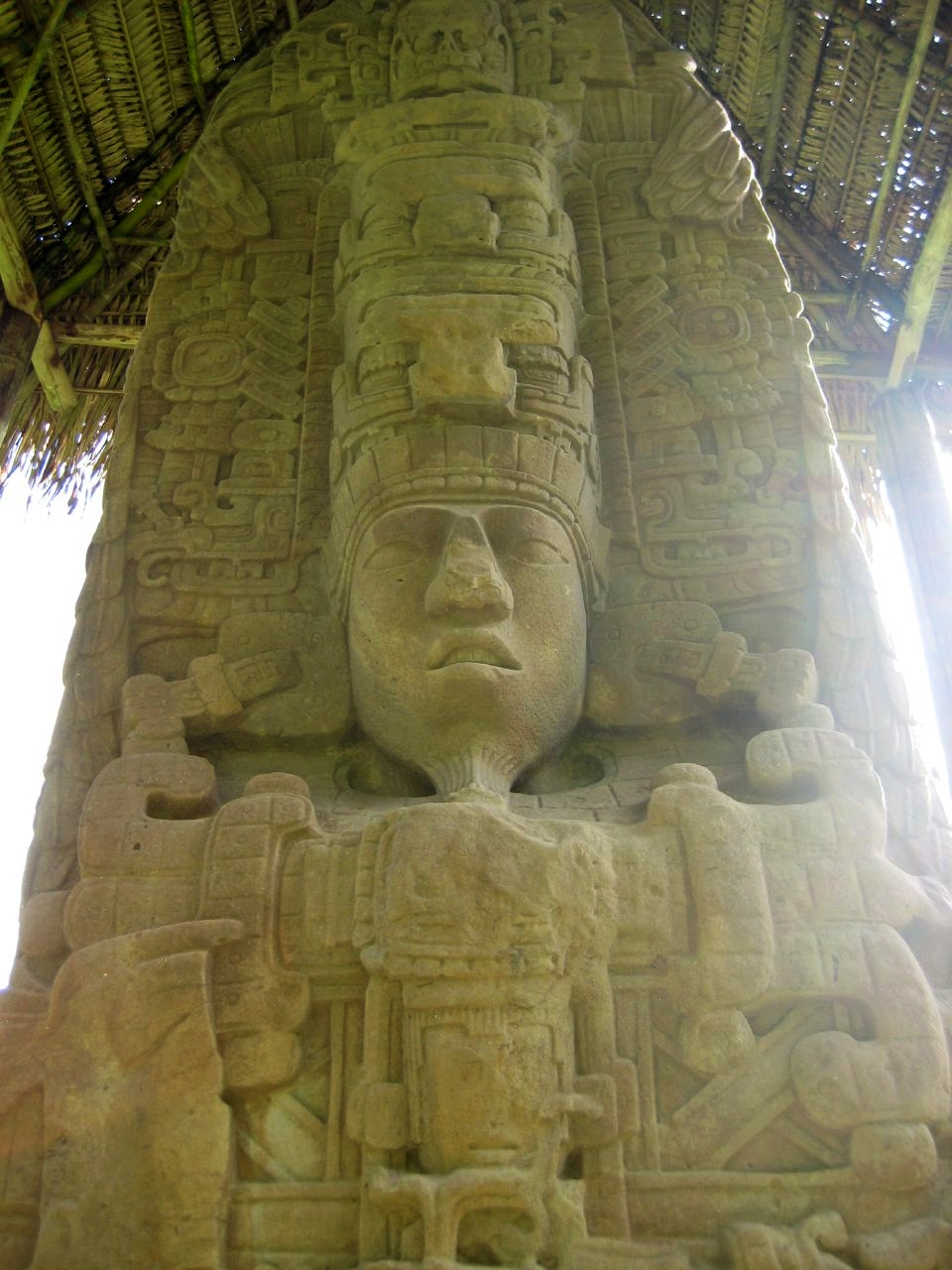
التمثال الموجود بمدينة كيريجوا، يمثل الملك كاك يوباط.

في ذروتها في أواخر العصر الكلاسيكي، توسعت مدينة تيكال وأصبح عدد سكأنها أكثر من 100,000 شخص. كانت مدينة كالاكمول هي المنافس الأكبر لمدينة تيكال، مدينة أخرى ذات سلطة في حوض بيتين.
طور كلا من تيكال وكالاكمول أنظمة واسعة من الحلفاء والتابعين؛ وكانت المدن الصغيرة التي دخلت هذه الشبكات قد اكتسبت هيبة بسبب ارتباطها بمدن من الطراز العالمي في هذا الوقت، وابقوا على علاقات سلمية مع أعضاء آخرين من نفس الشبكة أيضًا.
استغل كلا من تيكال وكالاكمول شبكتهم الواسعة من التحالفات لمحاربة بعضهم البعض. في أوقات مختلفة من العصر الكلاسيكي. كان كلتا القوتان تحققان نصرًا إستراتيجيًا على غريمه الأكبر، مما أدى إلى فترات ازدهار وانحطاط مرت بها كل الدول في تلك الفترة.
في عام 629، تم إرسال بالاي تشان كاويل، ابن ملك تيكال كينيتش تيكال مويان يول الثاني، لتأسيس مدينة جديدة على بُعد 120 كيلو مترًا غربًا، في دوس بياراس، بمنطقة بيتيكس باتون. وعلى ما يبدو فقد كانت محاولة متقدمة لتوسيع قوة تيكال بعيدًا عن عيون كالاكمول. وكان عمر الأمير الشاب حينئذ أربعة سنوات فقط.
مع إقامة مملكة جديدة، أعلنت دوس بيلاس انتمائها عن طريق تغيير شعارها واعتماد شعار تيكال كجزء من أراضي تلك المملكة. وعلى مدى العقدين التاليين، قاتلت بولاء مدافعة عن شقيقتها وسيدتها تيكال.
قام الملك يوكنوم الثاني والملقب بيوكنوم العظيم، ملك كالاكمول، في عام 648 بمهاجمة وهزيمة دوس بيلاس، وتم أسر بالاي تشان كاويل. وتقريبًا في نفس الوقت، تم اغتيال ملك تيكال. لاحقًا أعاد يوكنوم الثاني تتويج بالاي تشان على عرش دوس بيلاس ولكن كتابع له، في فعل غير عادي للخيانة من قبل شخص يدعي أنه من العائلة الملكية لمملكة تيكال، حيث أنه أصبح لاحقًا حليفًا مخلصًا لكالاكمول العدو اللدود لتيكال.
في جنوب شرق البلاد، كانت كوبان المدينة الأكثر أهمية. تأسست سلالتها في فترة العصر الكلاسيكي عام 426 بواسطة كينيتش ياكس كؤك مو. كان الملك الجديد على علاقات قوية بوسط بيتين وتيوتيهواكان، ومن المرجح أن تيكال هي مسقط راسه. وصلت كوبان لذروتها من التطور الثقافي والفني خلال فترة حكم أوكساكلاخون أوباه كاويل، والذي حكم منذ 695 حتى 738. انتهي عهده بكارثة في أبريل 738، عندما اعتُقل بواسطة تابعه، الملك كاك تشان تيليو يوباط، ملك مدينة كيوريجوا. وتم أخذ الملك المأسور عام 738 إلى كيوريجوا لقطع رأسه في مراسم عامة. من المرجح أن هذا الانقلاب كان مدعومًا من كالاكمول، بهدف إضعاف حليف لمدينة تيكال.
كانتا بالينكو وياكتشيلان المدينتين الأكثر نفوذًا في منطقة أوسوماسينتا. في الأراضي المرتفعة، مدينة كامينال خويو هي واحدة من أعظم المدن في جواتيمالا حوالي 300 م. أما شمالًا كانت مدينة كوبا هي العاصمة الأكثر أهمية.

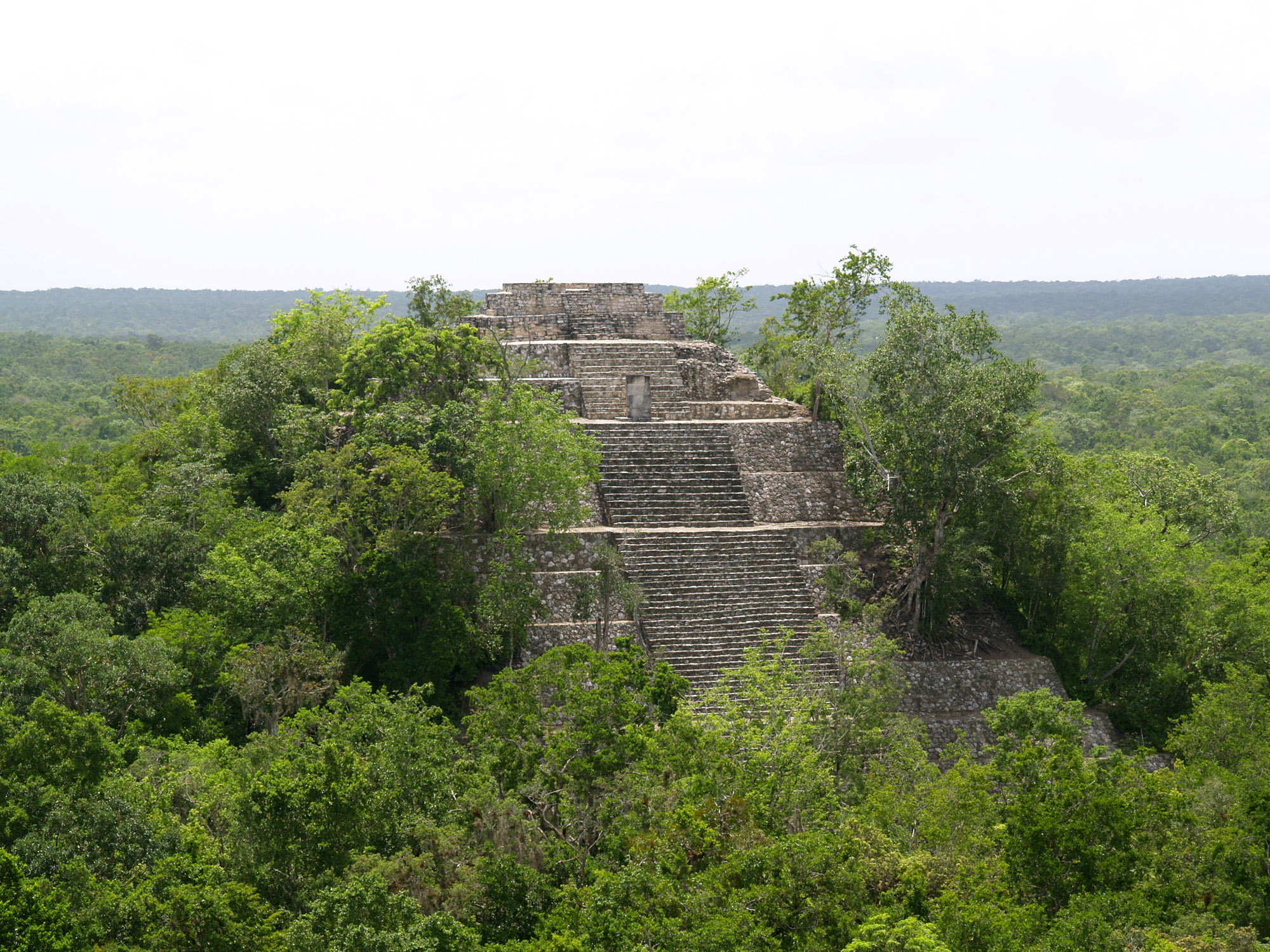
كالاكموال كانت واحدة من أهم مدن المايا الكلاسيكية.

كانت عواصم ممالك المايا تختلف اختلافًا كبيرًا من حيث الحجم والمساحة، وكانت مرتبطة على ما يبدو بعدد المدن التابعة لها. كانت تحاول كل عاصمة السيطرة على أكثر عدد ممكن من المدن للحصول على كميات أكبر من الجزية في شكل سلع وأيضًا بحثًا عن الأيدي العاملة. وكانت أكثر الأشكال بروزًا فيما يخص الضرائب هي فخار المايا والكاكاو والمنسوجات والريش.
كانت القاعدة الاجتماعية لحضارة المايا القديمة هي شبكة اقتصادية وسياسية واسعة النطاق والتي شملت منطقة المايا بالكامل وكذلك بعض مناطق أمريكا الوسطى.
كانت المنظمات السياسية المهيمنة تقع في الأراضي المنخفضة؛ خلال تلك الفترة، كانت الأراضي المرتفعة الجنوبية والمنخفضة الشمالية ذات دور مهمش فيما يتعلق بالمجالات الاقتصادية والثقافية والسياسية. بالرغم من أن هذه المراكز، التي تقع بين المركز والمحيط، كانت تُعتبر مراكز تجارية هامة. وتُعد الأهرامات والمعابد والقصور من أهم الاثار البارزة، والتي شيدت في المراكز الخاصة بأكبر مدن المايا القديمة.
في هذا الوقت، انتشر على نطاق واسع استخدام الكتابة الهيروغليفية على الآثار، وترك الكثير من المعلومات بما في ذلك السجلات المؤرخة للسلالات الملكية والتحالفات وغيرها من التفاعلات بين النظم السياسية للمايا.
تُعتبر مسارات النحت على الحجارة المنتشرة في جميع أنحاء ممالك المايا، خلال الفترة الكلاسيكية، واللوحات المنحوتة والمذابح الدائرية المنخفضة من أبرز السمات المميزة لحضارة المايا الكلاسيكية. وخلال العصر الكلاسيكي، كانت غالبية ممالك المايا في الأراضي المنخفضة الجنوبية تُقيم النُصب التذكارية في مركزها الاحتفالي.
اقترح عالم النقوش والكتابات ديفيد ستيوارت بأن المايا كانت تُعتبر تلك النُصب كما لو كانت أشجار حجرية، ولكن في وقت لاحق تم تعديل قرأته والتي تعني علم الأحجار.
وفقًا لستيوارت، يُمكن الإشارة إلى تلك المسلات الحجرية على أنها إصدارات لقواعد عمودية الشكل، والتي تقع في مواقع بارزة في مراكز مدن المايا، كما هو مبين في الجداريات القديمة لشعب المايا. ويكمن الهدف الأساسي من إقامة النُصب التذكارية في تمجيد الملك.
شاركت حضارة المايا في التجارة وصولًا إلى مسافات بعيدة، كما امتدت الطرق التجارية الهامة من نهر موتاجوا لمنطقة البحر الكاريبي، ثم شمالًا إلى سواحل جزيرة يوكاتان. امتد طريق تجاري آخر بداية من فيراباز على طول نهر أباثيون حتى الميناء التجاري في كانكوين. ومن هناك، ظهرت طرق أخرى من الشرق وصولًا إلى بليز، ومن الشمال إلى وسط وشمال بيتين، ووصلت التجارة لأبعد من ذلك حتى أنها وصلت إلى خليج المكسيك والساحل الغربي لشبه جزيرة يوكاتان. وتشمل المنتجات التجارية الهامة اليشم والفخار اللين والريش، كما اشتملت أيضًا على حجر السج والملح والكاكاو.

### انهيار كلاسيكية المايا

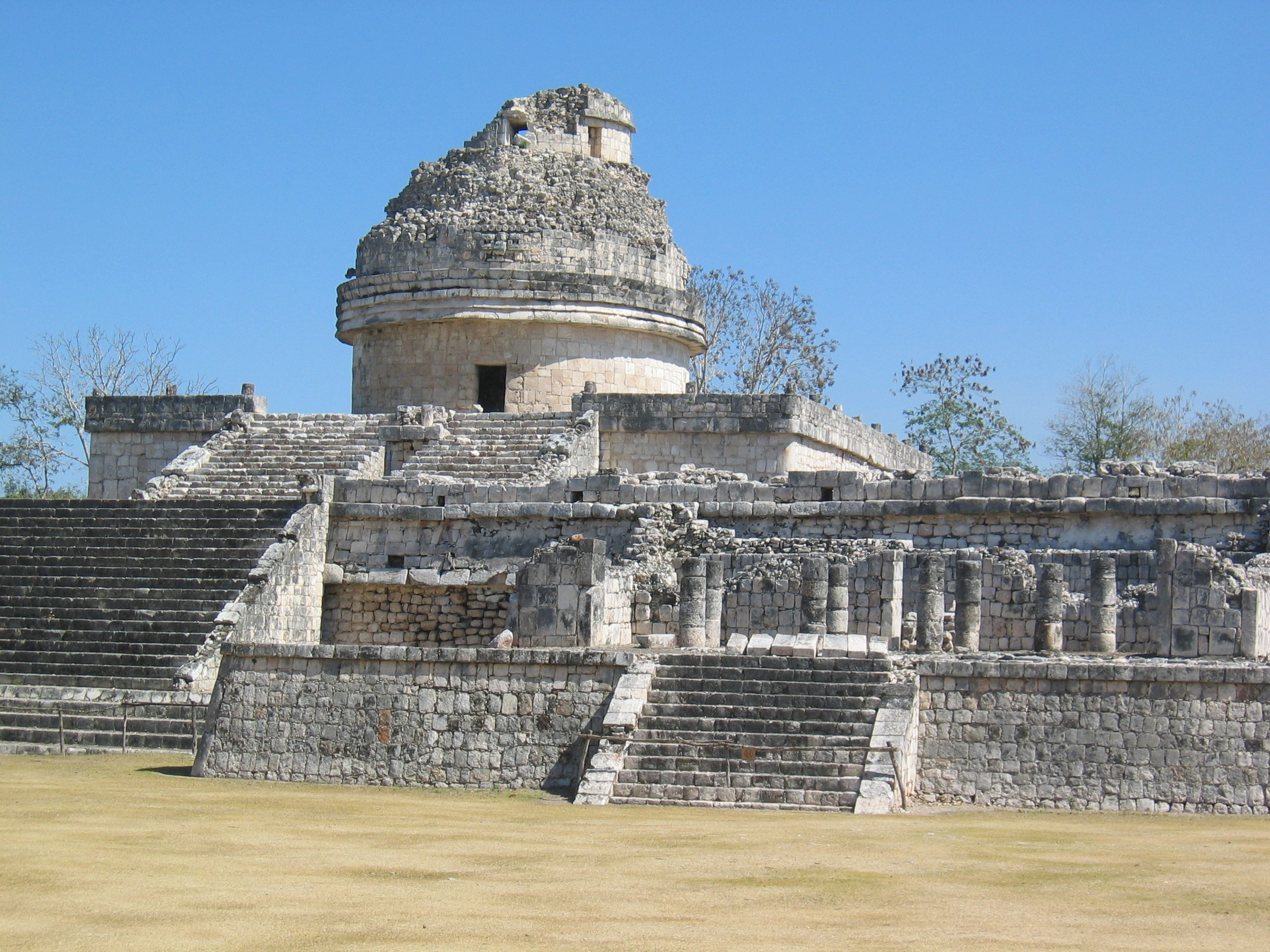
تشيتشن إيتزا، واحدة من أهم مدن المايا في المناطق الشمالية.

خلال القرن التاسع، عانت الأراضي الوسطى لشعب المايا من انهيار سياسي كبير، والتي تمثلت في هجر المدن ونهاية السلالات والأسر الحاكمة وأيضًا تحول النشاط بالكامل للشمال. رافق هذا الانهيار توقف النقوش الأثرية والبناء المعماري حيث تأثروا على نطاق واسع. لا توجد نظرية مقبولة علميا تُفسر هذا الانهيار، ولكن من الممكن أنه حدث نتيجة مجموعة من العوامل، بما في ذلك الحروب الداخلية للمستوطنات وزيادة عدد السكان، مما أدى إلى تدهور بيئي خطير مع الجفاف أيضًا. وفي خلال هذه الفترة، والمعروفة بنهاية الكلاسيكية، تطور النشاط أكثر في المدن الشمالية مثل تشيتشن إيتزا وأوشمال.
ظلت المدن الرئيسية في شمال شبه جزيرة يوكاتان مأهولة بالسكان بعد فترة طويله من توقف مدن الأراضي المنخفضة الجنوبية عن بناء الآثار.
هناك أدلة على تجاوز عدد سكان المايا القدرة الاستيعابية للبيئة، مما أدى إلى استنزاف الموارد الزراعية وتدهور الأراضي وإزالة الغابات والإفراط في صيد الحيوانات الضخمة. ويبدو أن الجفاف الطويل ذو المائتي عامًا وقع في نفس الوقت تقريبًا، كما أن التنظيم الاجتماعي للمايا كان قائمًا على سلطة الطقوس الدينية وليس على التجارة وتوزيع المواد الغذائية.
ويتمحور هذا النموذج بشكل سيء على الاستجابة للتغيرات، فهي تختلف على حسب حرية الملك أو القائد، القائمة في الأساس، على التقليد والعُرف. كانت ردود فعل الحكام الثقافية تتجلى من خلال تكثيف الأنشطة مثل البناء والطقوس الدينية والحروب. وكانت هذه نتائج عكسية ولم تؤدٍ إلا إلى تفاقم مشاكل النظام. في القرنين التاسع والعاشر، أدت تلك المشاكل جميعها إلى انهيار نظام الحكم المستند على السلطة الإلهية للحاكم.
في شمال جزيرة يوكاتان، تم استبدال حكم الفرد المطلق بمجلس للحكم والذي تشكل من نخبة الأنساب والشعوب. أما ممالك يوكاتان الجنوبية وممالك وسط بيتين فقد رفضوا هذا الاستبدال مما أدى إلى تغييرات كارثية وهجرة السكان سريعًا لمدن أخرى.
في غضون بضعة أجيال، ظهرت المساحات الشاسعة في منطقة المايا الوسطى، والتي تم هجرها بالكامل. أثر الانهيار السريع نسبيًا على أجزاء من المنطقة الجنوبية للمايا بما في ذلك جنوب شبه جزيرة يوكاتان وشمال منطقة تشياباس وجواتيمالا ومحيط كوبان في الهندوراس.
تراوح عدد السكان في المدن الكبرى ما بين 50.000 وحتى 120.000 شخصًا وكانت متصلة بشبكات مُكونة من المدن والمواقع التابعة لها. أيضًا تم هجر كلا من العواصم ومراكزها الثانوية في خلال 50 – 100 عام. وفي أواخر القرن الثامن، أصبحت الحرب الداخلية مستوطنة في منطقة بيتبكس، بيتين، مما أدى إلى التخلي عن مملكة دوس بيلاس وأجواتيكا.
واحدة تلو الأخرى، توقفت العديد من المدن الكبيرة الأخرى عن النحت وتم التخلي عن بناء الآثار وكتابة التاريخ؛ تعود الآثار الأخيرة المُسجلة لمملكة بالينكو، بيدراس نيغراس وياكتشيلان إلى ما بين عامي 795 و810. وفي العقود التالية، سقطت كالاكمول ونارانخو وكوبان وتيكال وكاراكول في غياهب النسيان. وكان آخر تاريخ مسجل لحضارة للمايا في مدينة طونينا عام 909. توقف إقامة النُصب التذكارية وتم نقل آخر الآثار إلى القصور الملكية المهجورة. كما تغيرت الطرق التجارية الخاصة بأمريكا الوسطى باستثناء تلك التابعة لمنطقة بيتين.

## الفترة ما بعد الكلاسيكية (950 م – 1539 م)

امتداد الحضارة الكلاسيكية وما بعد الكلاسيكية للمايا

كانت المدن الكبيرة التي سيطرت عليها مملكة بيتين قد سقطت في الدمار الذي حل بحضارة المايا الكلاسيكية في بداية القرن العاشر. وعلى الرغم من التدهور الهائل، إلا أن المايا ظلت تتمتع بحضور قوي في فترة ما بعد الكلاسيكية وتركز السكان بالقرب من مصادر المياه الدائمة. وعلى خلاف العصور السابقة، فإن المناطق المهجورة في عصر الكلاسيكية لم يتم تعميرها بسرعة في الفترة ما بعد الكلاسيكية.
انتقل النشاط بالكامل من الأراضي المنخفضة إلى الشمال والأراضي المرتفعة؛ وقد هذا يكون مرتبطًا بالهجرة ذات الأعداد الهائلة والتي انتقلت إلى الشمال، حيث هاجرت العديد من مجموعات المايا بعد انهيار العصر الكلاسيكي وممالكه.
ظهرت تشيتشن إيتزا كمدينة بارزة في الشمال خلال القرن الثامن، بالتزامن مع الهجرة التي حدثت في الجنوب، مما زاد من النفوذ السياسي والاقتصادي لمناطق الشمال. تحولت تشيتشن إيتزا لأكبر دولة ذات سطوة وقوة عالمية في مدن المايا. ولكن قلت سطوة هذه المدينة وجيرانها في منطقة بوك بشكل كبير في القرن الحادي عشر، وهذا ما قد يُمثل الحلقة الأخيرة من انهيار الفترة الكلاسيكية.
بعد سقوط تشيتشن إيتزا، افتقرت أراضي المايا لوجود القوة المهيمنة حتى ظهور مدينة مايابان في القرن الثاني عشر. ظهرت أيضًا مدن جديدة بالقرب من ساحل البحر الكاريبي ومنطقة الخليج، وتشكلت شبكات تجارية جديدة.

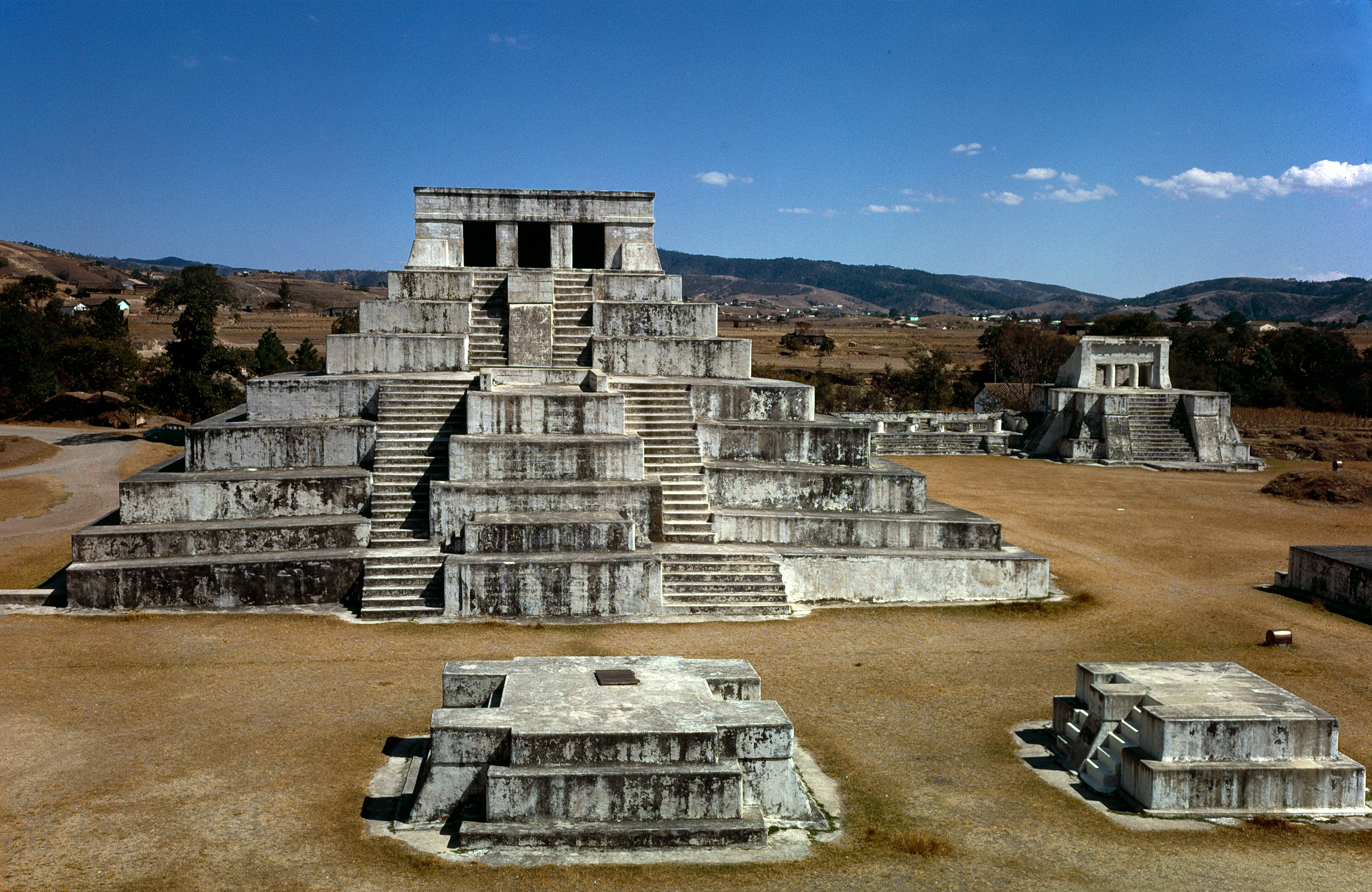
زاكوليو، عاصمة مملكة شعب المام خلال الفترة ما بعد الكلاسيكية.

تميزت الفترة ما بعد الكلاسيكية بسلسلة من التغييرات والتي ميزت المدن الخاصة بها عن نظيرتها من المدن الأخرى في فترة العصر الكلاسيكي. تم التخلي عن مدينة كامينال خويو العظيمة والموجودة في وادي جواتيمالا بعد فترة من الاحتلال المستمر لما يقرب من ألفي عام. وكانت مدينة كاوماركاخ واحدة من أهم المدن في الأراضي المرتفعة لجواتيمالا في هذا الوقت، والتي تُعرف أيضًا باسم أوتاتلان، عاصمة مملكة الكيتشي العدوانية.
كانت تتم إدارة الحكومات الخاصة بدول المايا، بداية من يوكاتان وحتى الأراضي المرتفعة لجواتيمالا، غالبًا عن طريق مجلس حكم مشترك. ومع ذلك، كان هناك شخص من أعضاء المجلس قادر على التصرف كسلطة عليا والأعضاء الآخرين يعملون كمستشارين لديه.
كانت مايابان واحدة من أهم الدول في خلال الفترة ما بعد الكلاسيكية بشمال شبه جزيرة يوكاتان، وتم هجرها حوالي عام 1448، بعد فترة من الاضطراب السياسي الاجتماعي والبيئي وهي نفس الأسباب التي أدت إلى انهيار الفترة الكلاسيكية في المنطقة الجنوبية. وقد أعقب هجر المدينة بفترة من الحرب طويلة الأمد في شبه جزيرة يوكاتان، والتي انتهت قبل فترة وجيزة من الاتصال الخارجي الإسباني عام 1511. وحتى بدون عاصمة إقليمية مهيمنة، ذكر المستكشفين الإسبان الأوائل في كتاباتهم لمدن ساحلية غنية وأسواق مزدهرة.
خلال نهاية عصر ما قبل الكلاسيكية، انقسمت شبه جزيرة يوكاتان إلى مقاطعات ومناطق مستقلة والتي كانت تشاركها نفس الثقافة، ولكن اختلفت من حيث التنظيم الاجتماعي والسياسي الداخلي. بينما كانت كل من كانتا ماني وسوتوتا، اثنين من أهم المقاطعات في هذا الوقت، في حالة عداء متبادل.
في الوقت الذي حدث فيه الاتصال الأسباني، كان هناك العديد من المؤسسات السياسية في شمال شبه جزيرة يوكاتان ومن ضمنهم ماني وسيبيتش وتشاكان وآهكين تشيل وكوبول وتشيكين تشيل وإيكاب وأوايميل وتشيتومال وكوتشواه وتاسيس وأوكابا وسوتوتا وتشانبوتون (تشامبوتون الحديثة) وأكالان.

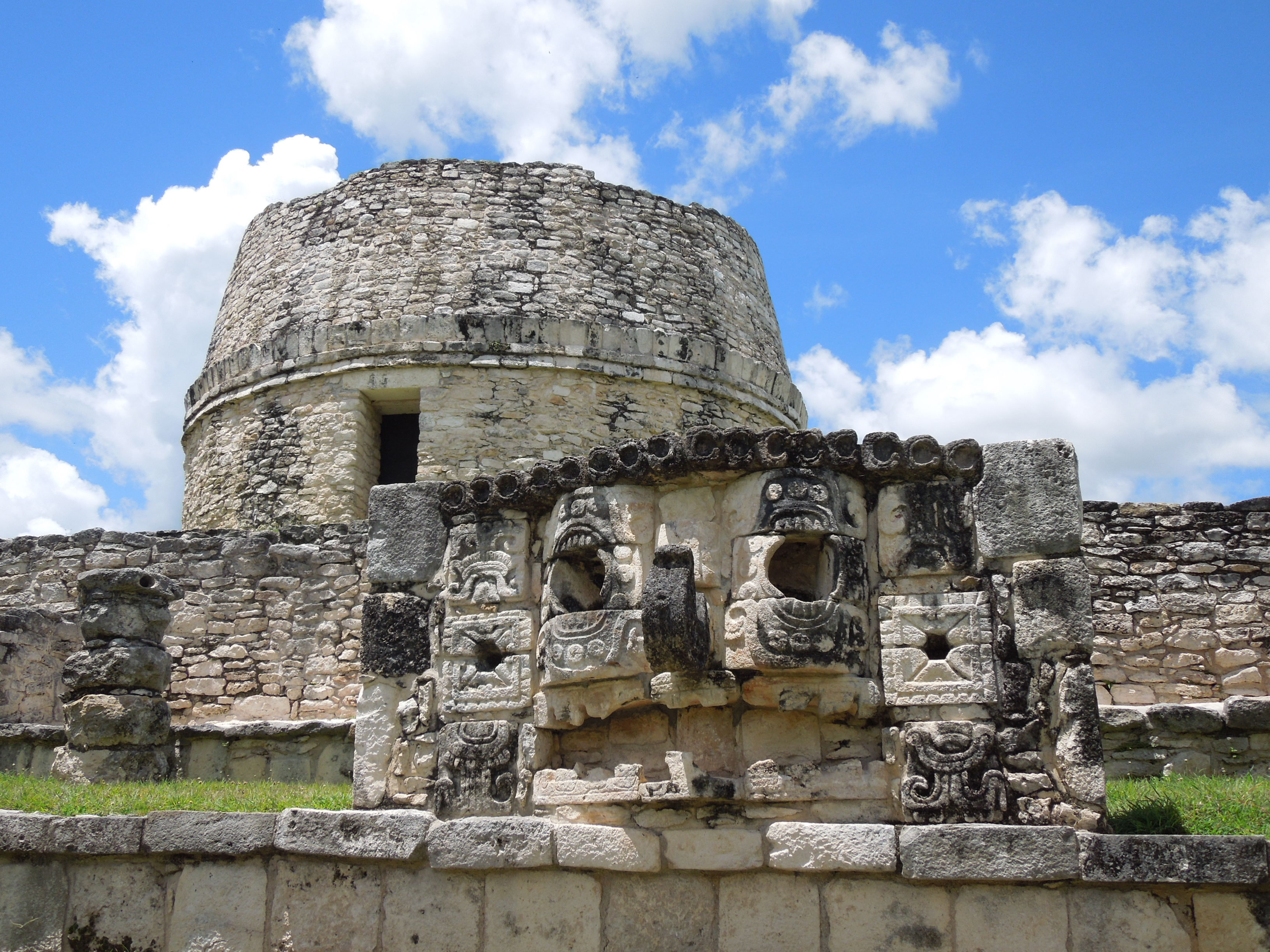
مايابان، واحدة من أهم المدن خلال الفترة ما بعد الكلاسيكية في شمال شبه جزيرة يوكاتان.

أيضًا كان هناك سلسلة كبيرة من المؤسسات السياسية وبعض المجموعات التي استوطنت الجزء الجنوبي من شبه الجزيرة في كوينكا بمنطقة بيتين وبليز والمناطق المجاورة لهم، وكان من بين هذه المجموعات كيخاتشي وإيتزا وكووخو ويالاين وتشيناميتا وأيضًا إيكايتشي. كان لمدينة التشولان التحكم بالأراضي الموجودة على طول روافد نهر أوسوماسينتا، والتي تمتد شرقًا حتى تشياباس وجنوب غرب بيتين.
عندما كان الغزو الإسباني على وشك الوصول، كانت الأراضي المرتفعة لجواتيمالا تحت سيطرة العديد من دول المايا القوية. في القرون السابقة لوصول الإسبان، كان الكيتشي قد بنوا إمبراطورية صغيرة تغطي مرتفعات جواتيمالا الغربية والسهل الساحلي المجاور للمحيط الهادئ. بالرغم من ذلك، في أواخر القرن الخامس عشر، تمرد الكاكيتشيكيل ضد حلفائهم القدامى الكيتشي، وقاموا بتأسيس مملكة جديدة في الجنوب الشرقي، متخذين من مدينة إكسيمتشي عاصمة لهم. وفي العقود السابقة للغزو الإسباني للكاكيتشيكيل فقد كانوا يعملون باستمرار على إضعاف مملكة الكيتشي والقضاء عليها.
استقرت مجموعات أخرى في المرتفعات حول بحيرة أتيتلان مثل تسوتوخيل والمام في المرتفعات الغربية والبوكومام في المرتفعات الشرقية. كما أن الأراضي المرتفعة المركزية لمملكة تشياباس كانت مأهولة بعدد كبير من شعوب المايا، بما في ذلك التسوتسيليز، والذين تفرقوا في مناطق عديدة، والتوخولابال أيضًا.

## فترة الاتصال الخارجي والغزو الإسباني (1511 م – 1697 م)
عام 1511، غرق المركب الأسباني الكبير في منطقة البحر الكاريبي، ونحو عشرة من الناجين وصلوا إلى الشاطئ على ساحل يوكاتان. تم القبض عليهم بواسطة سيد من اسياد المايا، وتم قتل معظمهم ولكن تمكن اثنين منهم في الهروب.
منذ 1517 وحتى 1519، وصلت ثلاث بعثات أسبانية منفصلة إلى ساحل يوكاتان بغرض البحث والاستكشاف، وشاركت تلك البعثات في سلسلة من المعارك مع سكان المايا. بعد وقت قصير من البعثات الاستكشافية الأولى للمنطقة بدأ الإسبان بعدة محاولات لإخضاع المايا الذين كانوا يعادون التاج الإسباني وأقاموا المستعمرات في أراضي شبه جزيرة يوكاتان ومرتفعات جواتيمالا. من شأن هذه الحملة التي تسمى «الغزو الإسباني ليوكاتان» أن تكون عملية مطولة وخطرة على الغزاة منذ البداية حيث استغرقت نحو 170 عامًا واستعمل فيها عشرات الآلاف من المساعدين الهنود قبل سيطرة إسبانيا التامة على جميع أراضي المايا.
بعد سقوط عاصمة الازتكا، تينوتشتيتلان، في ايدي الأسبان عام 1521، بعث إرنان كورتيس بحملة إلى جواتيمالا بقيادة بيدرو دي ألبيرادو مكونة من 180 فارس، 300 جندياُ، 4 مدافع والفا من الجنود الحلفاء من منطقة وسط المكسيك؛ والتي وصلت إلى سوكونوسكو في عام 1523. سقطت عاصمة الكيتشي، كوماركاخ، امام ألبيرادو عام 1524. بعد وقت قليل من ذلك تم دعوة الأسبان لمدينة إكسيمتشي، عاصمة مملكة كاكيتشيكيل التابعة للمايا، كحلفاء لهم. العلاقات الجيدة لم تدم طويلا نظرا للمطالب الأسبانية المُفرطة للذهب كجزية، وتم هجر المدينة بعد بضعة أشهر. أعقب ذلك سقوط زاكوليو، عاصمة مملكة المــام، عام 1525.
فرانسيسكو دي مونتيجو وابنه، فرانسيسكو دي مونتيجو الأصغر، شنوا سلسلة طويلة من الحملات العسكرية ضد المنظمات ذات السلطة الموجودة بشبه جزيرة يوكاتان عام 1527، وأخيرا اكتمل احتلال الجزء الشمالي لشبه جزيرة يوكاتان بالكامل في 1546. وبهذا لم يتبقى سوي ممالك المايا الموجودة في كوينكا بمنطقة بيتين كأخر الممالك المستقلة. في عام 1697، أطلق مارتين دي أورسوا هجوم على العاصمة إيتزا تاياسال والتي كانت أخر مدن المايا المستقلة.
على عكس إمبراطوريتي الأزتك والإنكا لم يكن هناك أي مركز سياسي للمايا، من شأنه عندما يطاح به أن يعجل في نهاية المقاومة الجماعية للشعوب الأصلية. وبدلا من ذلك، احتاجت قوات الغزو إلى إخضاع العديد من الأنظمة السياسية المستقلة الحاكمة للمايا واحدا تلو الآخر، وبقي الكثير منها يقاوم بشراسة. كان دافع معظم الغزاة جني الثروة الكبيرة عن طريق الاستيلاء على موارد المعادن الثمينة كالذهب والفضة؛ ولكن أراضي المايا كانت فقيرة جدا لهذه الموارد. فأصبح ذلك عامل آخر لإحباط التصميم الإسباني للغزو، لأن ما جذبهم هي التقارير التي تقول أن وسط المكسيك أو بيرو غنية بالثروات.

## بقاء ثقافة المايا
مَحى الغزو الإسباني عدد كبير من السمات المميزة لحضارة المايا. ومع ذلك، بقي العديد من قري المايا بعيدة عن السلطة الاستعمارية الإسبانية، وتمكن عدد كبير منهم من إدارة شؤونهم الخاصة. حافظت مجتمعات وأسر المايا على تقاليد حياتهم اليومية. استمر النظام الغذائي الأساسي لأمريكا الوسطى قائمًا على الذرة والفاصولياء، على الرغم من تحسن الإنتاج الزراعي وتطور الأدوات.
استمر أيضًا وجود الحرف التقليدية مثل الغزل والنسيج والفخار والسلال واستمرت منتجاتها أيضًا. وقد واصلت أسواق المجتمعات وتجارة المواد المحلية العمل حتى بعد فترة طويلة من الغزو. في بعض الأحيان، شجعت السياسة الاستعمارية الاقتصاد التقليدي بهدف انتزاع الجزية منهم على شكل منتجات مثل الفخار أو المنسوجات القطنية، ولكن هذه الأعمال كانت تتم على حسب المواصفات الأوروبية. كانت المعتقدات واللغة الخاصة بالمايا غير قابلة للتغيير، على الرغم من الجهود الجبارة التي بذلها المبشرين الكاثوليك.
لا يزال التقويم الطقسي لتزوليكن المكون من 260 يومًا مستخدمًا في مجتمعات المايا الحديثة في مرتفعات جواتيمالا وتشياباس، وما زال الملايين من الناطقين بلغة المايا الأصلية يعيشون في الأرض التي شكل عليها أجدادهم حضارتهم العظيمة حتى هذا اليوم.

## البحث والتحقيق حول تاريخ وحضارة المايا

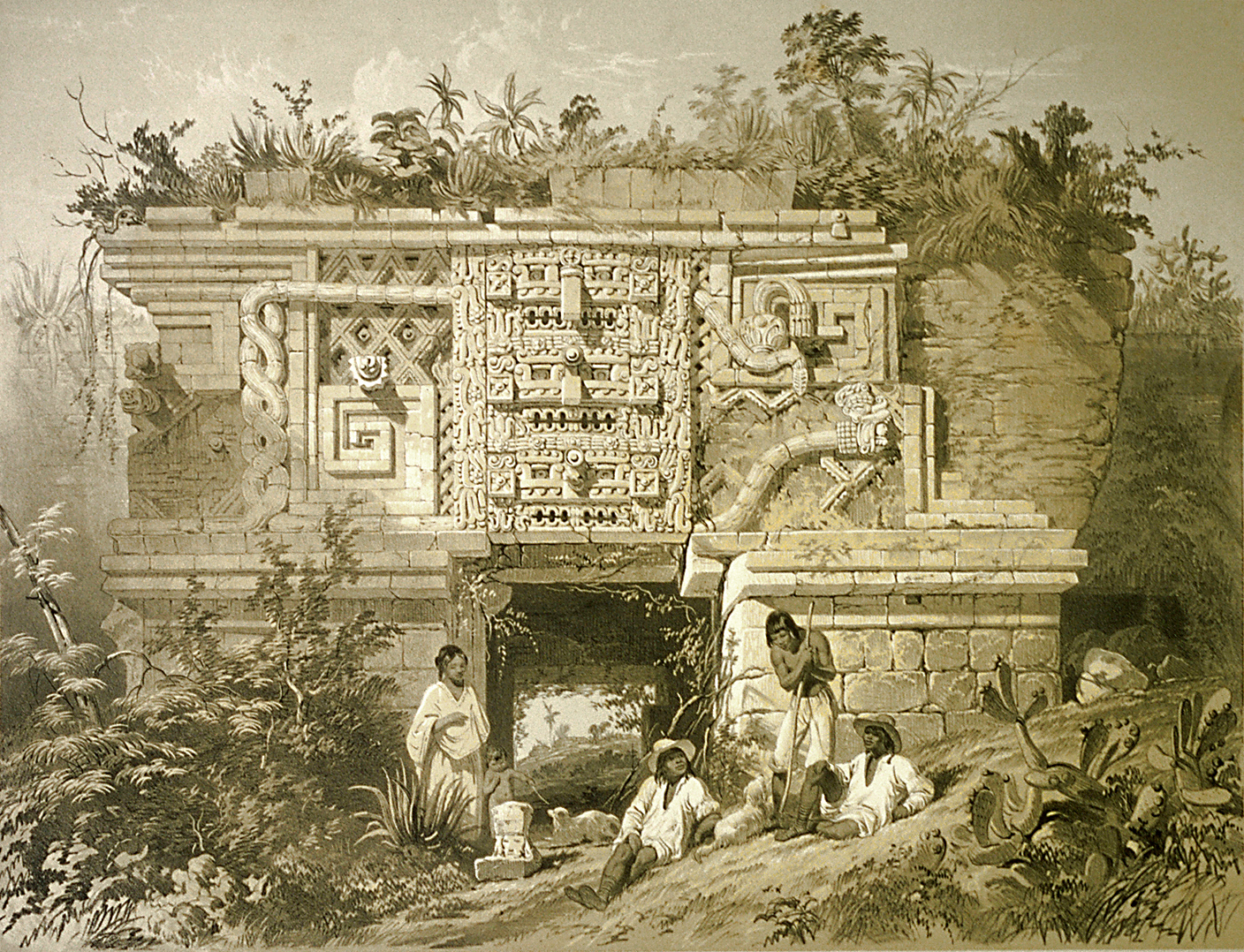
لوحة تم رسمها لأوشمال ورسمت بواسطة فريدريك كاثروود

منذ القرن السادس عشر، أصبح الجنود الإسبان ورجال الدين والمسؤولين على دراية ومعرفة بتاريخ ومعتقدات المايا السابقة لوصول كولومبوس. وكتب وكلاء الكنيسة الكاثوليكية قصص وروايات مفصلة عن المايا، لدعم جهودهم في العملية التبشيرية، وتحقيق التكامل ما بين المايا والإمبراطورية الإسبانية.
تحتوي الكتابات الخاصة بالأنبا دييغو دي لاندا، الذي أحرق عددًا كبيرًا من الكتب المسيئة للمايا، على العديد من التفاصيل عن ثقافة المايا بما في ذلك معتقداتهم وممارساتهم الدينية والتقويم وجوانب من الكتابة الهيروغليفية الخاصة بهم وأيضًا التاريخ الشفهي. وهناك رسالة كتبها هذا الراهب عام 1565، سبّبت حزنا عميقا لدارسي تاريخ شعب المايا والتاريخ الإنساني على العموم، تقول الرسالة :«هؤلاء القوم كانوا يستعملون نوعًا من العلامات أو الحروف يكتبون بها كتبهم التي تتحدّث عن ماضيهم القديم ومدنهم. لقد عثرنا على كتب كثيرة من هذا القبيل مكتوبة بهذه العلامات لم يكن يتضمّن معظمها سوى الحديث عن الخرافات أو التعامل مع الشيطان، لقد أحرقناها جميعها ممّا سبّب لهم ألمًا وحزنًا شديدين». وهكذا حرم هذا الراهب العلم والتاريخ والبشرية من التعرّف على سرّ ظهور هذه الحضارة ثمّ اختفائها.
وعقب ذلك، ترك عدد من الكهنة والمسؤولين الاستعماريين الإسبان وصفًا للأطلال التي قاموا بزيارتها في يوكاتان وأمريكا الوسطى. وكان هؤلاء الزوار الأوائل يدركون جيدًا الترابط بين تلك الأنقاض وشعب المايا الموجود في المنطقة.
في عام 1839، كان يستعد الرحالة والكاتب الأمريكي جون لويد ستيفينز، المطلع على التحقيقات الإسبانية السابقة، لزيارة كلا من أوشمال، كوبان، بالينكو وغيرها من المواقع برفقة المعماري والرسام الإنجليزي فريديريك كاثروود. أثارت القصص الخاصة بهم عن أنقاض المايا اهتمام شعبي قوي في المنطقة، كما جذبت أنظار العالم كله إلى حضارة المايا. اختيرت روايتهم من قبل آثريي القرن التاسع عشر، مثل أوغسطس لو بلونخيون وديزيريه تشارناي، والذين نسبوا تلك الأنقاض إلى حضارات العالم القديم، أو القارات المنسية. في نهاية القرن التاسع عشر، أصبح هناك اتجاه لتأريخ واستعادة القصص القديمة لشعب المايا، كما ظهرت الخطوات الأولى لفك رموز اللغة الهيروغليفية القديمة لحضارة المايا.

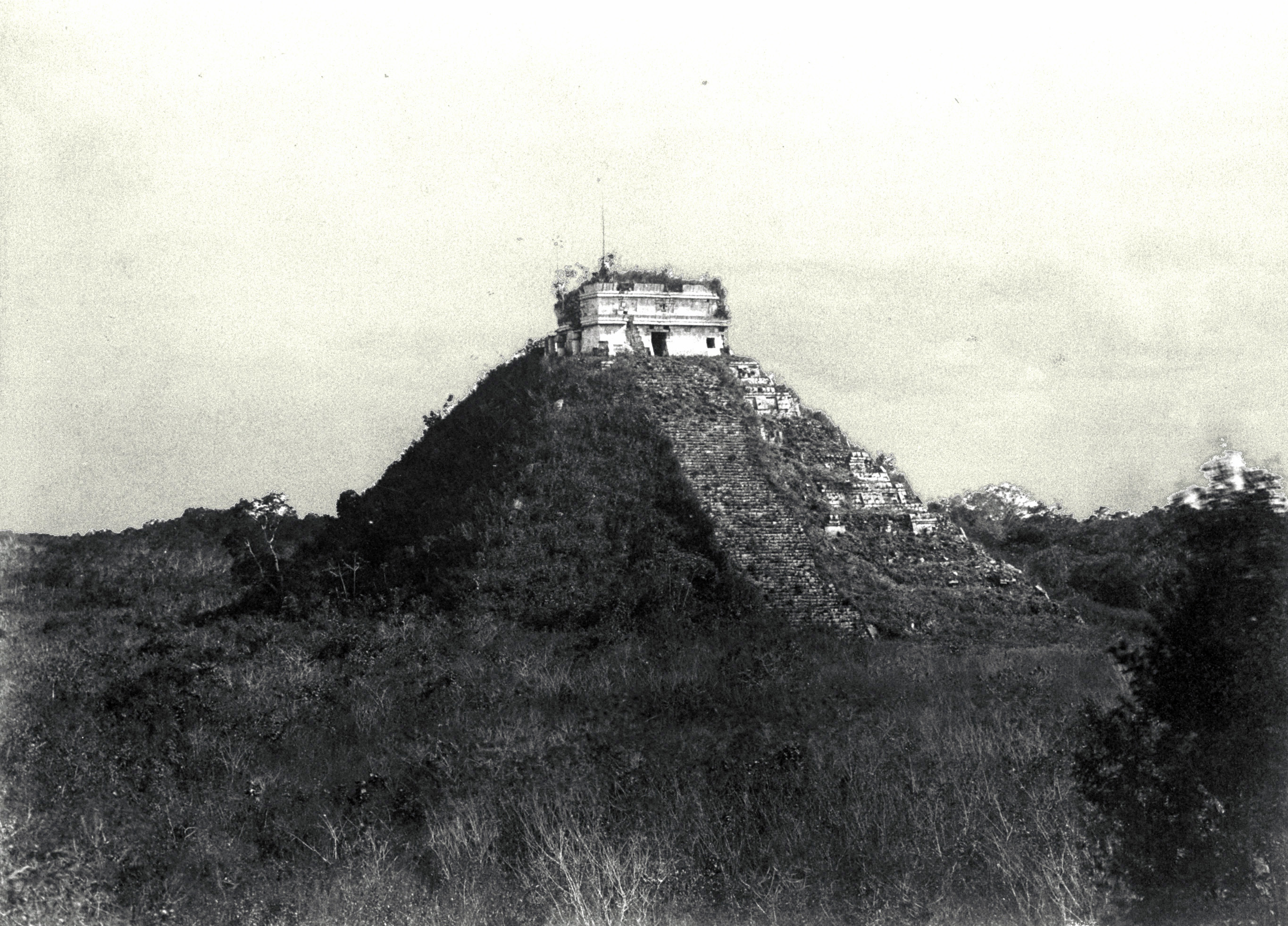
صورة لقلعة في مدينة تشيتشن إيتزا، التقطت عام 1892، بواسطة تيوبيرتو مالير.

شهد العقدان الآخيران من القرن التاسع عشر ميلاد علم الآثار الحديث في منطقة المايا، مع العمل الدقيق لألفريد ماودسلاي ومالبر تيوبيرتو. وتم تطهير وتوثيق بعض المواقع مثل مذبح التضحيات وكوبا وسيبال وتيكال.
في بداية القرن العشرين، كان هناك أعمال تنقيب في كوبان وشبه جزيرة يوكاتان تحت رعاية متحف بيبودي، وتم تهريب القطع الأثرية من المنطقة وإضافتها إلى المجموعة الأثرية للمتحف. في العقدين الأولين من القرن العشرين، كان هناك تقدم واضح في فك رموز تقويم المايا، والتعرف على الآلهة والتواريخ والمفاهيم الدينية الخاصة بالمايا.
بدأ سيلفانوس مورلي مشروع لتوثيق كل الآثار والنقوش الهيروغليفية التابعة للمايا، وفي بعد الحالات، تسجيل النصوص من المعالم الاثرية التي تم تدميرها أيضًا. وبرعاية مؤسسة كارنيجي، كان هناك أعمال تنقيب في كوبان وتشيتشان إيتزا واكساكتون، وأيضًا كان هناك أساسيات حديثة لدراسة أصول المايا.
مع وصول عام 1930 فصاعدًا، ازدات وتيرة التنقيب الآثري بشكل كبير، مع التنقيب الحفري على نطاق واسع في منطقة المايا. ومع ذلك، فإنه في كثير من الأماكن، كانت أطلال المايا يتم تغطيتها بواسطة الأدغال، لتصبح كثيفة بما فيه الكفاية لإخفاء البنيات والهياكل على بعد بضعة أمتار بعيدا. من اجل العثور على الاطلال المختفية، فقد لجأ الباحثون إلى صور القمر الصناعي من اجل مراقبة الاشعة تحت الحمراء المرئية والقريبة المدي.
بسبب استخدام المايا للحجر الجيري لبناء وتشييد الآثار، فقد أثر ذلك على التركيب الكيميائي للتربة، وتدهورت التربة؛ فبعض النباتات المحبة للرطوبة قد اختفت تمامًا، بينما البعض الآخر قد مات أو تغير لونه.
في عام 1960، روج جي.إريك تومسون، الباحث في حضارة المايا، لفكرة أن مدن المايا كانت مركزًا للعبادة، والتي تخدم السكان المنتشرون في الغابة، وأن حضارة المايا كانت تُحكم بواسطة الكهنة الفلكيين المسالمين. ظهرت هذه الأفكار نتيجة الفهم المحدود لكتابة المايا في هذا ذلك الوقت؛ وبدأت تختفي مع التقدم الكبير في فك رموز الكتابة في القرن العشرين. ولأول مرة بمساعدة هذا التقدم، قام كلا من هانيريش برلين وتاتيانا بروسكورياكوف ويوري كونروزوف بكشف النصوص التي توضح المجهود الحربي لملوك المايا الكلاسيكية، والنظرة السلمية التي كان يري بها العالم شعب المايا، لم تعد موجودة بعد الآن. كشفت الأبحاث المفصلة لمستوطنات مدن المايا عن وجود شعب محارب عظيم، ووضعت نهاية لنظرية المراكز الدينية.